# 长叶吊灯花
长叶吊灯花（学名：Ceropegia dolichophylla）为夹竹桃科吊灯花属的植物，为中国的特有植物。分布于中国大陆的广西、四川、云南、贵州等地，生长于海拔500米至1,000米的地区，见于山地密林中，目前尚未由人工引种栽培。